# 266
Cette page concerne l'année 266  du calendrier julien. Pour l'année 266 av. J.-C., voir 266 av. J.-C. Pour le nombre 266, voir 266 (nombre).
L'année 266 est une année commune qui commence un lundi.

## Événements
- 4 février : abdication de Cao Huan, dernier empereur de la dynastie Wei, en faveur de son Premier ministre Sima Yan[1].
- 8 février : le général Sima Yan, (Sseu-ma Yen, fils et successeur de Sseu-ma Tchao ou Sima Zhao) fonde la dynastie les Jin ou Jin de l'Ouest (fin en 316)[2]. Son règne marque la fin de la période des Trois Royaumes de Chine.

- Raid des Goths et de leurs alliés contre Héraclée du Pont[3].
- Les Wa (les anciens Japonais, nommés par les Chinois Wo 倭 nains) envoient une ambassade auprès de la dynastie chinoise des Jin[4].

## Décès
- Wang Fan (né en 228), mathématicien et astronome chinois.